# Edwardsia annamensis
Edwardsia annamensis is een zeeanemonensoort uit de familie Edwardsiidae.
Edwardsia annamensis is voor het eerst wetenschappelijk beschreven door Carlgren in 1943.